# Araneus flavosignatus
Araneus flavosignatus este o specie de păianjeni din genul Araneus, familia Araneidae. A fost descrisă pentru prima dată de Roewer în anul 1942.
Este endemică în Sulawesi. Conform Catalogue of Life specia Araneus flavosignatus nu are subspecii cunoscute.